# 石川錬次
石川 錬次（いしかわ れんじ、1893年1月22日 - 1945年7月8日）は、日本のドイツ文学者。

## 人物・経歴
東京都出身。東京帝国大学独文科卒。
立教大学教授、第六高等学校教授、第八高等学校教授、旧制浦和高等学校教授、1929年府立高等学校教授。

## 著書
- 『ドイツ語発音研究』（大学書林） 1939

## 翻訳
- 『プラークへの旅路のモーツアルト』（エドゥアルト・メーリケ、岩波書店） 1926
のち『旅の日のモーツァルト』（岩波文庫） 1948
- 『維納の辻音楽師 附・ベエトホオフエンの思出』（グリルパルツェル、岩波文庫） 1934
- 『大科学者の歩める道 ローベルト・コッホの生涯』（ウンゲル(Hellmuth Unger) 、宮島幹之助共訳、冨山房、冨山房百科文庫） 1937
- 「シュニッツラー短編全集」（シュニッツラー、河出書房） 1936 - 1937
「伴侶」：『シュニッツラー短篇全集1 - 愛慾短篇集』に収載
「死んだガブリエル」：『シュニッツラー短篇全集2 - 維納情話集』に収載
「グストゥル少尉」：『シュニッツラー短篇全集3 - 殉情短篇集』に収載
「わかれ」：『シュニッツラー短篇全集4 - 憂愁短篇集』に収載
- 『暁の巡礼』（ヘルマン・ヘッセ、三笠書房、ヘルマン・ヘッセ全集15） 1942
- 『幼年時代ほか』（ハンス・カロッサ、三笠書房、ハンス・カロッサ全集2） 1941
のち『幼年時代』（角川文庫） 1953
- 『青春変転』（ハンス・カロッサ、三笠書房、ハンス・カロッサ全集3） 1941
のち創元文庫 1953
- 『医師ギオン』（ハンス・カロッサ、三笠書房、ハンス・カロッサ全集4） 1941
のち角川文庫 1952
- 『独逸大学の精神』（フリッツ・シュトリヒ、高山書院） 1944
- 『リーヒャルト・ヴァーグナー その生涯思想及び芸術』（H・S・チェーンバレン、二見書房） 1944

## 参考
- 日本人名大事典